# Tatort: Schutzmaßnahmen
Schutzmaßnahmen ist ein Fernsehfilm aus der Krimireihe Tatort. Der vom WDR produzierte Beitrag ist die 1220. Tatort-Episode und wurde am 1. Januar 2023 im SRF, im ORF und im Ersten erstausgestrahlt. Das Kölner Ermittlerduo Ballauf und Schenk ermittelt in seinem 86. Fall.

## Handlung
Auf das Restaurant „Wunderlampe“, das Freddy Schenks Tochter Sonja gehört, wurde während einer neonazistischen Demonstration ein Brandanschlag verübt. Der mutmaßliche Brandstifter wird völlig verkohlt in dem ausgebrannten Lokal gefunden – allerdings ist er nur deswegen durch das Feuer ums Leben gekommen, weil jemand nachgeholfen hat. Die Kommissare Ballauf und Schenk ermitteln. Wegen der bestehenden Gefahrensituation bringt Schenk Sonja, ihren Verlobten Karim und ihre Tochter Frida in einer Wohnung unter, die eigentlich für den Zeugenschutz bestimmt ist.
Durch körperliche Merkmale wird der Brandstifter als Nico Raschke identifiziert. Er ist der Sohn des zwielichtigen Unternehmers Viktor Raschke, der sehr darauf achtet, dass viele von ihm abhängig sind, was ihn zum ungekrönten König im Viertel macht. So hatte er auch Sonja und Karim Geld geliehen. Im Gegenzug musste sie Nico einstellen. Als „schwarzes Schaf“ der Familie hatte er es bisher nicht allein geschafft, ein solides Leben zu führen. Um endlich seinen Unterhalt allein bestreiten zu können, hatte sein Vater versucht, ihm dabei zu helfen. Aufgrund der Abhängigkeit der Restaurantbesitzer im Viertel hatte Nicos Vater leichtes Spiel. Seine Macht nutzt er nun aus, um den Mörder seines Sohnes selbst zur Rechenschaft zu ziehen. Als er herausfindet, dass die Polizei Karim in Verdacht hat, da eine vermeintliche Zeugin berichtet, ihn am Tatort gesehen zu haben, lässt Raschke Sonjas Freund kurzerhand zusammenschlagen.
Eine weitere Spur führt zu Raschkes zweitem Sohn, denn Nico hatte mehrere Verhältnisse mit – teils verheirateten – Männern, was nicht der Familienehre der Raschkes entspricht. Es kommt der Verdacht auf, Nico wurde aus homophoben Motiven getötet, denn sein Bruder hatte ihn schon vor einiger Zeit dazu genötigt, seinen Freund Aylin Göktan schwer zu verletzen. Dafür musste Nico sogar ins Gefängnis und sein Freund nahm sich bald darauf das Leben. Zur Tarnung seiner Homosexualität war Göktan traditionell verheiratet. Seine Witwe betreibt ein Café in der Nähe der „Wunderlampe“ und ist, wie Sonja, ebenfalls bei Viktor Raschke verschuldet. Sie berichtet, dass er im Viertel Blutgeld für die Ergreifung des Mörders ausgesetzt hat. Als Schenks Tochter davon erfährt und ihr damit klar ist, dass er für die Attacke gegen ihren Freund verantwortlich ist, nimmt sie heimlich die Dienstwaffe ihres Vaters an sich und will ebenfalls selbst für Gerechtigkeit sorgen, zumal ihre Tochter plötzlich verschwunden ist und sie ebenfalls Raschke dafür verantwortlich macht. Ihr Vater kann zum Glück die Situation entschärfen, erfährt aber nun, dass Sonja die Demo ausnutzen wollte und Nico angestiftet hatte, den Brandsatz zu werfen. Mit dem Geld der Versicherung wollten sie dann noch einmal neu anfangen und dem Einflussbereich Raschkes entkommen.
Letztendlich stellt sich Ulla Waldstätt als Täterin heraus. Sie wollte nicht zulassen, dass die „Chaoten“ wieder „einen Laden platt machen“, und ihren Nachbarn helfen. Zufällig hatte sie, mit einem Baseballschläger bewaffnet, in der „Wunderlampe“ Nico am Boden liegen sehen. Da sie ihm eine Mitschuld am Selbstmord ihres Mannes gab, wollte sie ihn bestrafen, allerdings nicht töten.

## Hintergrund
Der Film wurde vom 29. September 2021 bis zum 30. Oktober 2021 in Köln und Umgebung gedreht. Die Außenaufnahmen des fiktiven Lokals fanden vor der Gaststätte Lommerzheim in Deutz statt. Die Innenaufnahmen wurden im Brauhaus „Zur Schreckenskammer“ aufgenommen.

## Rezeption

### Kritiken
Thomas Gehringer urteilte bei Tittelbach.tv: „Dietmar Bär ist in dieser von Nina Vukovic […] inszenierten Folge besonders gefordert – und beweist dabei, dass ihn die übliche Kommissar-Routine eher unterfordert. Der gemütlich-gelassene Freddy Schenk hat Pause, in der Episode ‚Schutzmaßnahmen‘ treibt ihn die Angst um seine Familie an.“ Der Regisseurin gelinge es dabei, „Köln auf eine überzeugende und ungewöhnliche Weise in Szene zu setzen, enger, grauer, ungeschönter als sonst. Realitätsnah und dokumentarisch in den Alltagsbildern mit den vielen Baustellen und dem Straßentreiben rund um die multikulturelle Weidengasse. Zugleich auch von Kamerafrau Julia Jalnasow visuell ausdrucksstark gestaltet.“
Beim Der Spiegel wertete Christian Buß: „Steckt nicht in uns allen ein kleiner, böser, beleidigter Pate? Es ist ein hübscher Dreh, wie die Filmschaffenden die Gefühlsgrammatik und Gewaltökonomie des klassischen Mafiadramas im deutschen Mittelstand aufgehen lassen. […] Soziologisch betrachtet mag das eine steile Prämisse sein, aber am Ende steht ein solider und sentimentaler Milieukrimi; Schlagerklassiker von Alexandra, Salvatore Adamo und Katja Ebstein inklusive.“
Claudia Tieschky schrieb in der Süddeutschen Zeitung: „Nina Vukovic hat nach dem Drehbuch von Paul Salisbury und mit der auffallend souveränen Kamera von Julia Jalnasow einen klassischen Bulle-gegen-Gangster-Krimi inszeniert, bei dem manchmal das alte Kino-Brooklyn herüberwinkt. Etwas leidet er allerdings darunter, dass die entscheidende Wendung vor Kurzem erst so ähnlich bereits in einem Sonntagskrimi vorkam“.
Diese Episode ist leider „nicht der ganz große Wurf“, befand der Stern, „Ballauf und Schenk überzeugen auch im "Tatort: Schutzmaßnahmen" einmal mehr mit viel Erfahrung. Auch nach 25 Jahren sieht man den beiden immer noch sehr gerne beim Ermitteln zu. Routine, Gelassenheit, Einfühlvermögen gepaart mit Liebe zum kriminalistischen Detail. Aber: Der Fall ist leider zu verworren geraten und wirkt daher in weiten Teilen etwas zu konstruiert.“
Oliver Jungen von der FAZ meinte: „Tanz der Feinkostflöten: Der Neujahrs-‚Tatort‘ erfreut mit gut gefilmter Familiendramatik. Vor dem Thema der organisierten Kriminalität aber kneift der Film.“
Kino.de kam zu folgendem Urteil: „Dass persönliche Verstrickungen in aktuelle Fälle meist künstlich übergestülpt statt sinnstiftend wirken, ist eine Erkenntnis, die fast so einen langen Bart hat wie Freddy Schenks neuerlich zugespitzte Gesichtsbehaarung und tut dem ansonsten routiniert vorgetragenen ‚Tatort‘ keinen Gefallen. Dabei funktionierten die immer mal wieder eingestreuten Ausflüge in das Familienleben des gutherzigen Kommissars in der Vergangenheit ganz gut.“

### Einschaltquoten
Bei der Erstausstrahlung von Tatort: Schutzmaßnahmen am 1. Januar 2023 verfolgten in Deutschland insgesamt 8,71 Millionen Zuschauer die Filmhandlung, was einem Marktanteil von 26,8 Prozent für Das Erste entsprach. In der als Hauptzielgruppe für Fernsehwerbung deklarierten Altersgruppe von 14 bis 49 Jahren erreichte Schutzmaßnahmen 1,51 Millionen Zuschauer und damit einen Marktanteil von 18,5 Prozent in dieser Altersgruppe.

## Trivia

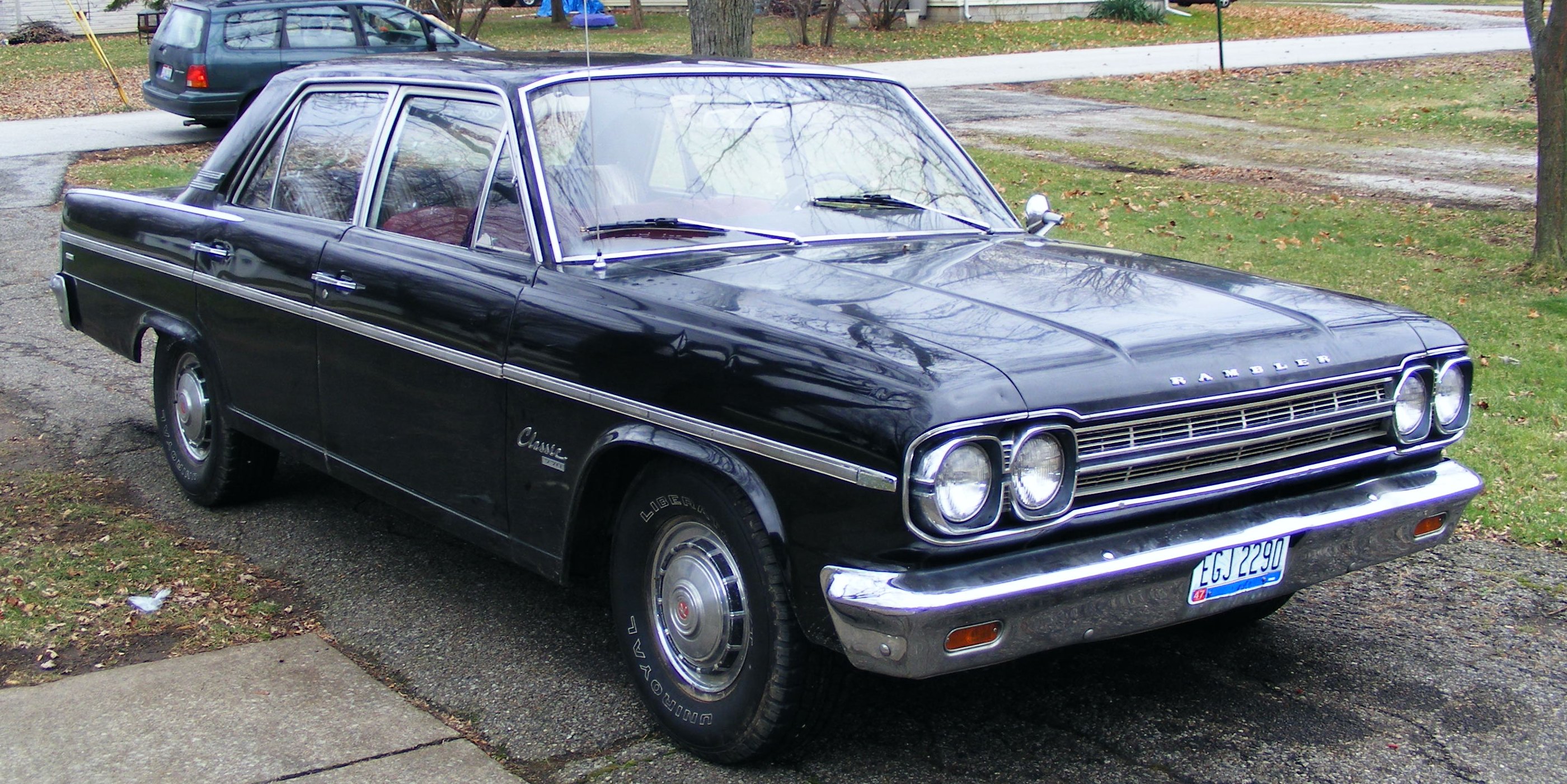
Rambler-Renault Classic 1966/67

Für ihre Dienstfahrten nutzen die beiden Hauptkommissare diesmal einen Rambler-Renault Classic (3. Serie, 1966/67) mit dem Kennzeichen K-FS 56H.